# Liu Hsziao-po (irodalmár)
Liu Hsziao-po (egyszerűsített kínai: 刘晓波; hagyományos kínai: 劉曉波, pinjin átírással Liú Xiǎobō, Csangcsun, 1955. december 28. – 2017. július 13.) kínai irodalomtörténész, esztéta, emberi jogi aktivista. 2010-ben Nobel-békedíjat kapott „Az alapvető emberi jogokért Kínában folytatott hosszú és erőszakmentes küzdelméért”.

## Élete
A Pekingi Tanítóképző Egyetem irodalomprofesszora, több egyetem vendégoktatója, többek között az Oslo-i, Hawaii-i, és Columbia Egyetemé. Az 1989-es pekingi diáklázadás egyik vezéralakja volt, az erőszakmentességre való biztatásával a Tienanmen téri vérengzés továbbgyűrűzését sikerült elérnie. Az 1990-es években 20 hónapra bebörtönözték, ezután három évet töltött egy átnevelő kényszermunkatáborban. 2003-2007 között a PEN Club írószövetség kínai egyesületének elnöke. Liu ezalatt több bíráló esszét írt és publikált a Kínai Kommunista Pártról. 2008-ban ő volt a kezdeményezője a demokratikus reformokat – egyebek között az emberi jogokat szavatoló alkotmányt – követelő Charta 2008 kiáltványnak, amelyet több százan, köztük vezető értelmiségiek írtak alá. 2009-ben „államellenes felforgatás” címén 11 év börtönbüntetést szabtak ki rá. Egy Liaoning tartománybeli börtönben tartották fogva. 2010-ben Nobel-békedíjat kapott. 2017. május 23-án végső stádiumú májrákot állapítottak meg nála, és néhány nap múlva emiatt kiengedték a börtönből. Ezután Senjangban, a Kínai Orvosi Egyetem 1. számú klinikáján ápolták. Itt halt meg július 13-án.

## A díjazás körülményei és hatásai
A hivatalos indoklás szerint Liu az alapvető emberi jogok érvényesüléséért hosszú ideje folytatott, békés küzdelméért kapta meg az elismerést. A rá kiszabott súlyos büntetések révén Liu Hsziao-po a demokráciáért küzdők legfőbb jelképévé vált. Fu Jing kínai külügyminiszter-helyettes egy korábbi nyilatkozatában figyelmeztette a norvég Nobel-békedíj Bizottság elnökét, hogy ártana a Kína és Norvégia közötti kapcsolatoknak, ha Liu kapná a kitüntetést. Kína hivatalos álláspontja szerint Liu tettei „szöges ellentétben állnak” a Nobel-békedíj célkitűzéseivel. Kínában leállították a BBC televízió élő közvetítését, amikor Oslóban bejelentették a Nobel-békedíj kitüntetettjét. 
A kitüntetésről a kínai hivatalos médiában egyetlen hír sem jelent meg, az internetes keresőket blokkolták. Franciaország és Németország a bejelentést követően arra kérte Kínát, hogy Liut mielőbb engedje szabadon. Feleségét, Liu Hsziát a kínai hatóságok őrizetbe vették, jelenleg házi őrizetben van. Kína egyúttal saját békedíjat alapított Konfuciusz-békedíj néven, melynek első kitüntetettje Lien Csan, Tajvan korábbi alelnöke.